# Robert D. Pritchard

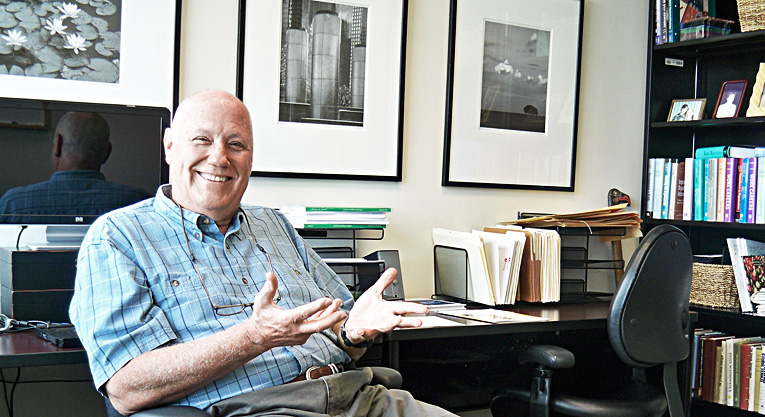
Robert D. Pritchard

Robert D. Pritchard (* 21. Januar 1945 in San Diego, USA) ist ein US-amerikanischer Wirtschaftspsychologe und Hochschullehrer.

## Leben
Robert D. Pritchard machte 1966 den Bachelor in Psychologie an der University of California, Los Angeles (UCLA).  1969 promovierte er in den Fächern Arbeits- und Organisationspsychologie sowie Statistik und Methodenlehre an der  University of Minnesota.
Zwischen 1977 und 2003 lehrte und arbeitete Pritchard an verschiedenen Universitäten, darunter die University of Houston und die Texas A&M University. Er ist Mitglied verschiedener Organisationen, darunter die American Psychology Association, die Society for Organizational Behavior und die American Psychological Society.
Seit 2003 ist er Professor für Psychologie und Management an der University of Central Florida.

## Forschungsinteressen
Zu seinen Hauptforschungsgebieten zählt Leistungs- und Motivationssteigerung in Organisationen, Organisationsentwicklung, Feedback, Arbeitseinstellung und Forschungsstrategien.
Gemeinsam mit Naylor und Ilgen entwickelte Pritchard eine Motivationstheorie, die bis heute durch Managementsysteme wie ProMES oder Fragebögen wie das Motivation Assessment System Anwendung findet. Die Theorie macht die Annahme, dass Motivation und Leistung in Organisationen maximiert wird, wenn ein klarer Zusammenhang zwischen der für eine Handlung aufgebrachten Energie und der damit zu befriedigenden Bedürfnisse erkennbar ist.

## Veröffentlichungen (Auswahl)
als Autor
- A theory of behavior in organizations. Academic Press, New York 1980, ISBN 0-12-514450-4. (zusammen mit James C. Naylor und Daniel R. Ilgen).
- Measuring and improving organizational productivity. A practical guide. Praeger, New York 1990, ISBN 0-275-93668-6.
- Innovatives Personalmanagement. Band 2: Das Management-system PPM. Durch Mitarbeiterbeteiligung zu höherer Produktivität. („The PPM Management System. Employee participation for improved productivity“). C.H. Beck, München 1993, ISBN 3-406-35884-5. (zusammen mit Uwe E. Kleinbeck und Klaus-Helmut Schmidt).
- Helping teachers teach well. A new system for measuring and improving teaching effectiveness in higher education. New Lexington Press, San Francisco 1998, ISBN 0-7879-3965-X. (zusammen mit Margaret D. Watson, Karlease Kelly und Anthony R. Paquin).
- Effektivität durch partizipatives Produktivitätsmanagement. („Effectiveness through participative productivity management“). Hogrefe, Göttingen 1999, ISBN 3-8017-0842-X. (zusammen mit Heinz Holling und Frank Lammers).
- Improving organizational performance with the Productivity Measurement and Enhancement System. An international collaboration. Nova Science, Huntington, N.Y. 2002, ISBN 1-59033-222-9. (zusammen mit Heinz Holling, Frank Lammers und Barbara D. Clark).
- Managing motivation. A manager’s guide to diagnosing and improving motivation. LEA/Psychology Press, New York 2008, ISBN 978-1-84169-789-5 (zusammen mit Elissa L. Ashwood).
- Work Motivation. Past, Present, and Future (The organizational frontier series; Bd. 27). LEA/Psychology Press, New York 2007, ISBN 978-0-8058-5745-0 (zusammen mit Ruth Kanfer und Gilad Chen).

als Herausgeber
- Productivity measurement and improvement. Organizational case studies. Praeger, New York 1995, ISBN 0-275-93907-3.